# Олинджер, Роберт
Роберт Америдит Би Олинджер (англ. Robert Ameredith B. Olinger, также известный под прозвищами «Пекосский Боб» («Pecos Bob») и «Большой индеец» («Big Indian»); апрель 1850, Делфай, Индиана, США — 28 апреля 1881, Линкольн, Территория Нью-Мексико, США) — американский бандит и правоохранитель времён Дикого Запада. Член банды «Воины семи рек» и заместитель маршала США на Территории Нью-Мексико, позднее был назначен заместителем шерифа Пэта Гарретта. Вошёл в историю как «последняя жертва Билли Кида» или «самая известная жертва Билли Кида»; сцена убийства Олинджера неоднократно изображалась в художественных фильмах, рассказывающих о жизни и преступлениях Кида.

## Ранние годы
Родился в 1850 году в округе Карролл, штат Индиана, в семье Уильяма Си Олинджера и Ребекки Робинсон. К 1856 году семья переехала в Делавэр, округ Полк, штат Айова; к 1858 году — в Маунд-Сити, округ Линн, Территория Канзас, где проживала, как минимум до 1861 года. Уильям Си Олинджер умер в возрасте 37 лет в 1861 году, его вдова Ребекка вышла замуж за Джошуа Стаффорда. Известно, что семья Стаффорд-Олинджер жила в Скотте, округ Бурбон, штат Канзас, в 1865 году, затем перебралась на Индейскую территорию (современная Оклахома). Примерно в 1874 году семья переехала в округ Грейсон, штат Техас. Около 1876 года Роберт вместе со своей матерью вслед за братом Джоном Уоллесом Олинджером переселился в Севен-Риверс, Территория Нью-Мексико, где был нанят в качестве городского маршала.

## 1876—1880
В 1876 году Генри М. «Хью» Беквит вместе со своими братьями Джоном и Бобом организовал банду «Воины семи рек», куда вошли и братья Олинджеры. В составе банды Роберт Олинджер принимал участие в гражданском конфликте, известном как Пекосская война (1876—1877), а позже — в Войне в округе Линкольн (1878—1879), сражаясь на стороне фракции Мёрфи — Долан — Райли.
В 1876 году, проживая в Севен-Риверс, был назначен заместителем маршала США. Известно, что в этот период Олинджер совершил два убийства: Хуана Чавеса в Севен-Риверс и Джона Хилла в Даймонд Лил. Оба раза его жертвами стали партнёры по покеру, оба были застрелены в результате ссор, вспыхнувших за игрой.
18 февраля 1878 года отряд, сформированный шерифом округа Линкольн Уильямом Брейди, совершил убийство английского предпринимателя Джона Генри Танстелла. Это преступление развязало Войну в округе Линкольн, ставшую самым кровавым гражданским конфликтом на Диком Западе. Кульминацией войны стала Битва за Линкольн (15-19 июля 1878 года). Одним из следствий этой войны также явилось создание банды Билли Кида. Многие жители округа были вовлечены в войну, поддерживая ту или иную из воюющих сторон, и хотя официально боевые действия между враждующими группами были прекращены в начале 1879-го, их отголоски звучали в округе ещё до 1881 года. В составе «Воинов семи рек» в ходе этого конфликта Олинджер участвовал в убийстве Фрэнка Макнаба 30 апреля 1878 года, а также сражался в Битве за Линкольн.
29 августа 1879 года Олинджер, находясь при исполнении служебных обязанностей, убил члена банды «Воины семи рек» Джона А. Джонса при попытке вручить ему ордер на уплату штрафа. Считается, что Олинджер испытывал личную неприязнь к Джонсу и грубо превысил свои служебные полномочия — Джонс не оказывал сопротивления и был убит четырьмя выстрелами сзади (два в спину и два в голову) на глазах у Пирса Джонса, также заместителя маршала США (при этом одна из пуль прошла навылет, и Пирс Джонс получил ранение в бедро). Пирс Джонс дал показания против Олинджера, и власти округа Линкольн выдали ордер на его арест. Шериф Джордж Кимбалл в октябре 1879 года арестовал Олинджера и доставил в Линкольн для суда, однако дело было прекращено по неизвестным причинам.
По некоторым сообщениям, в 1879 или 1880 году обручился с Лили Кейси.
В 1880 году был назначен заместителем шерифа округа Линкольн Пэта Гарретта.

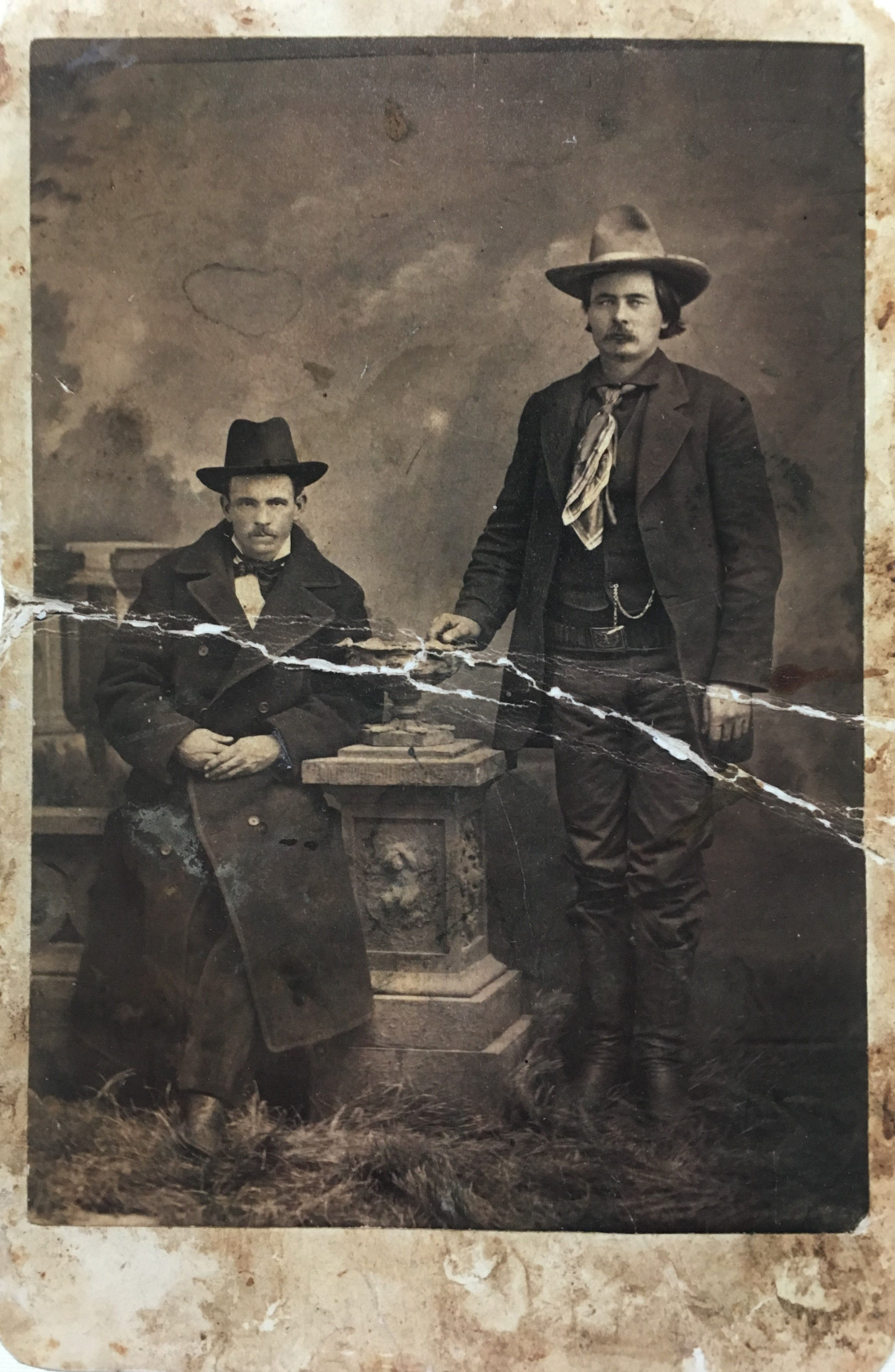
Джеймс Долан и Боб Олинджер (ок. 1879)
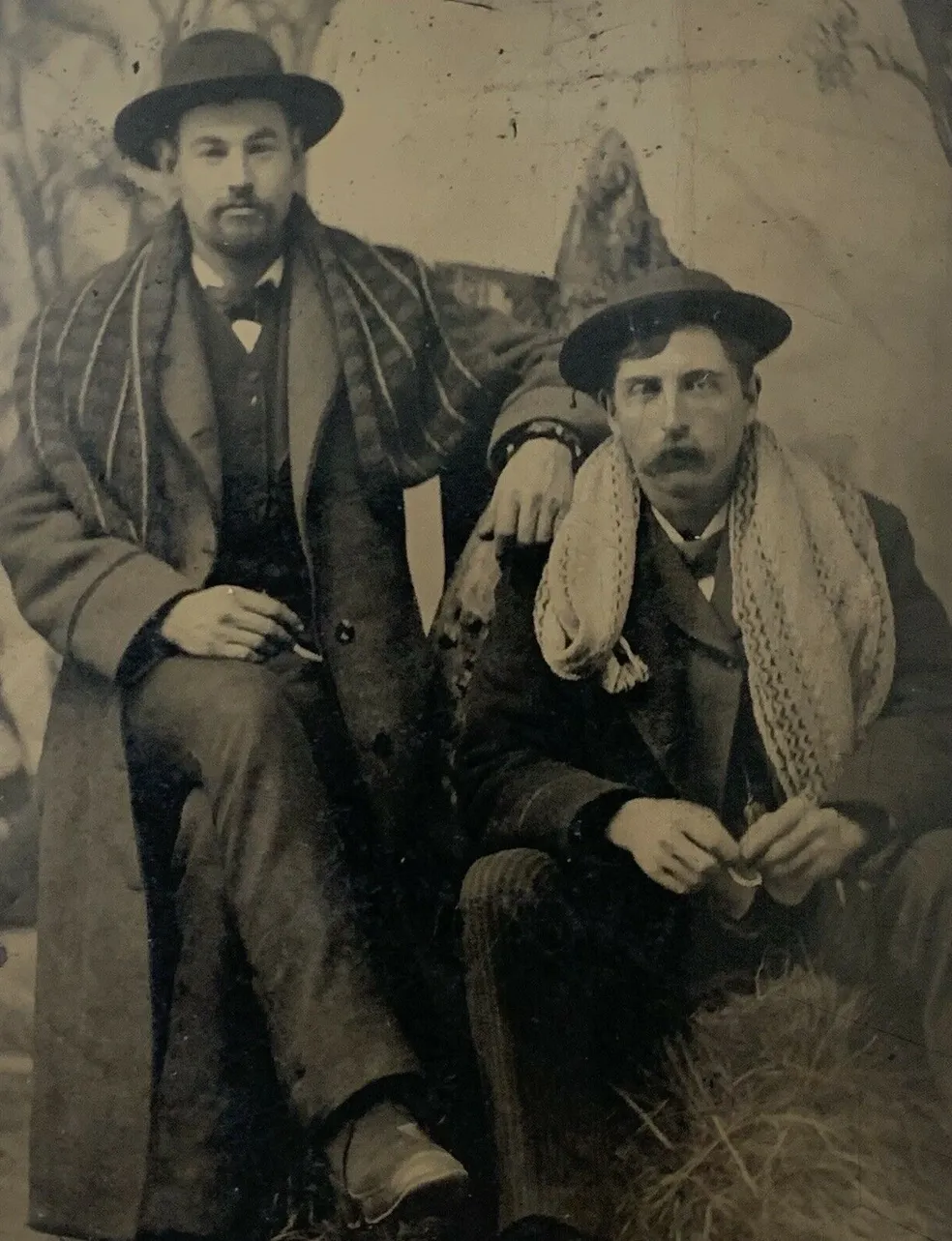
Боб Олинджер и шериф Уильям Брейди (ок. 1876)
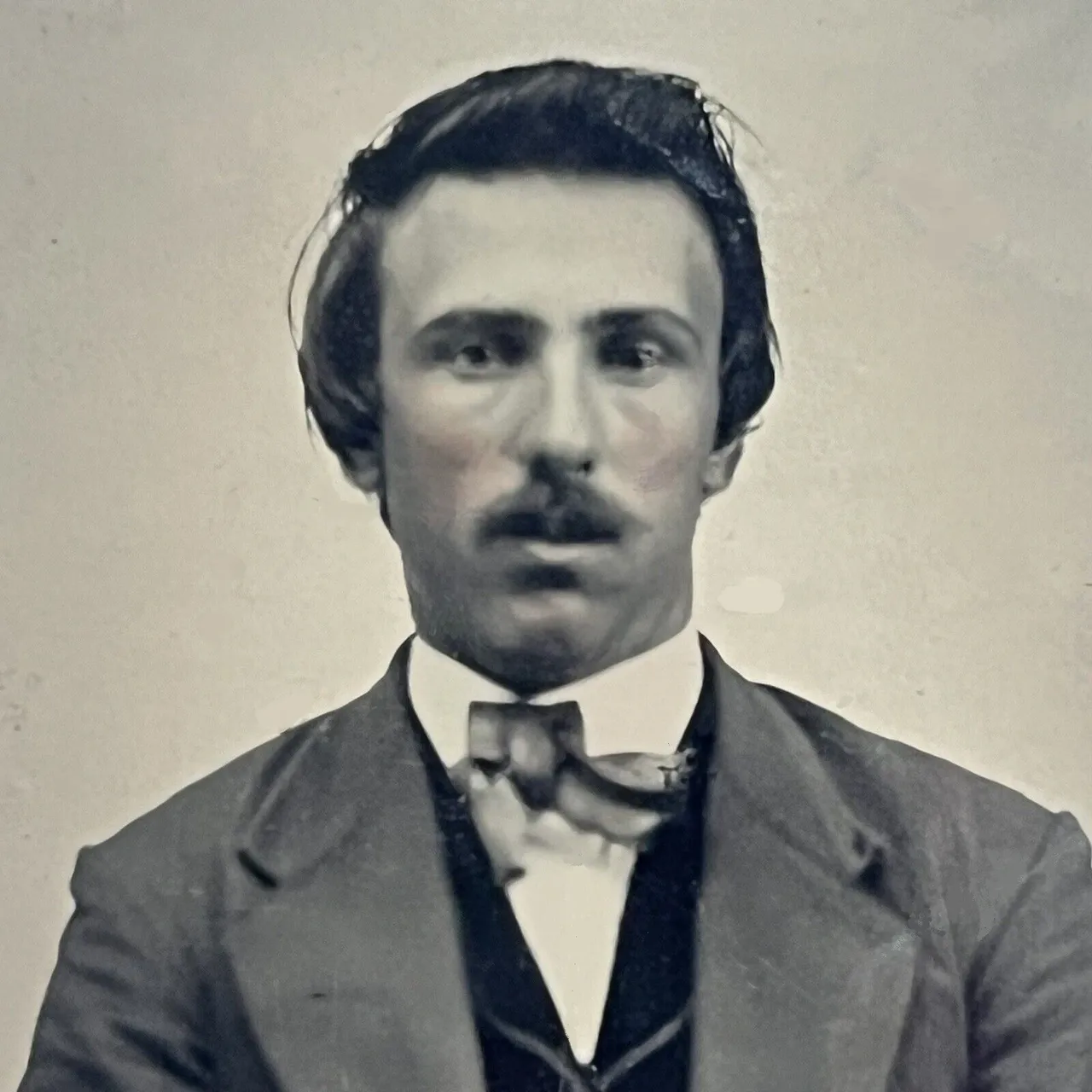
Джон Джонс, член банды «Воины семи рек», убитый Бобом Олинджером (1870-е)
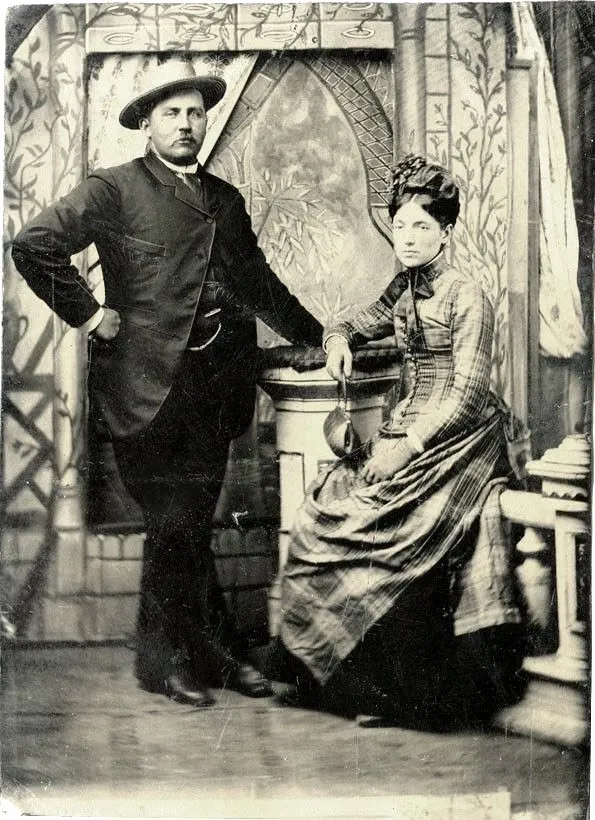
Боб Олинджер и Лили Кейси (ок. 1880)
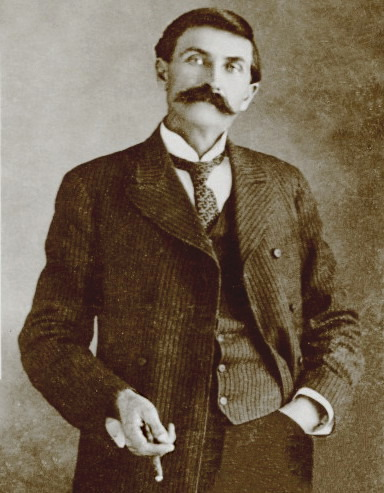
Шериф округа Линкольн Пэт Гарретт (до 1909)

## Смерть

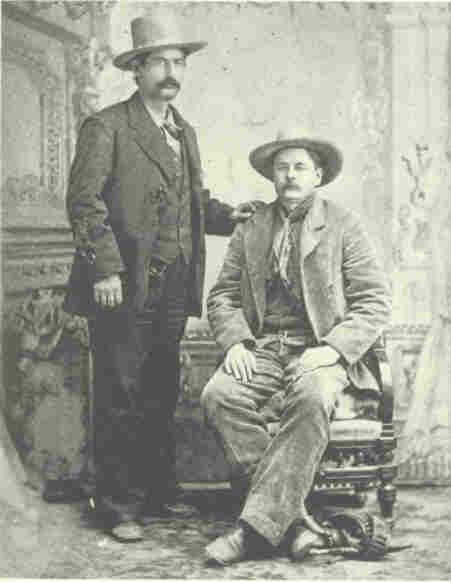
Тони Нейс и Боб Олинджер, конвойные Билли Кида, доставившие его в зал суда (1 марта 1881)

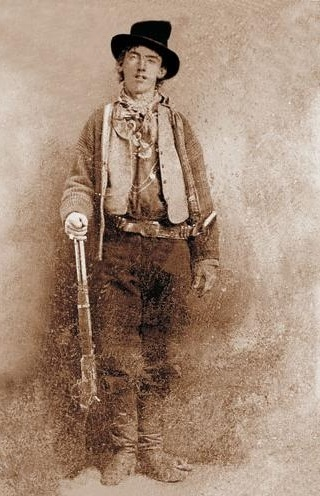
Билли Кид, убийца Боба Олинджера (1879 или 1880)

В декабре 1880 года отряд Пэта Гарретта выследил Билли Кида и членов его банды: Чарли Боудри, Дэйва Рудабо, Тома Пикетта и Билла Уилсона. Боудри был убит, остальные доставлены для суда в Санта-Фе, Нью-Мексико. После того, как Кид был осуждён к повешению, его отправили в Линкольн в ожидании казни, назначенной на 13 мая 1881 года. Олинджеру и нескольким другим заместителям шерифа было поручено отконвоировать Билли в тюрьму. По пути Олинджер постоянно провоцировал Кида, надеясь, что тот даст повод застрелить его. Известна фраза, которую Билли Кид произнёс, обращаясь к Олинджеру: «Будь осторожен, Боб, или ты можешь нечаянно подстрелить сам себя». После прибытия в Линкольн Олинджер не оставил попыток спровоцировать Кида на агрессивные действия, и даже дошёл до того, что однажды положил заряженный пистолет в пределах досягаемости для Кида, но несмотря на это, Билли не реагировал на провокации.
28 апреля 1881 года Пэт Гарретт уехал из Линкольна за пиломатериалами, необходимыми, чтобы построить виселицу, а Билли остался под охраной заместителей шерифа Джеймса Белла и Боба Олинджера. Когда Олинджер отлучился на обед, Билли Кид каким-то образом заполучил револьвер и застрелил Белла. Затем он вооружился двуствольным ружьём Олинджера и затаился на втором этаже тюрьмы у окна комнаты, в которой его держали. Олинджер, услышав выстрелы, немедленно прибежал к зданию тюрьмы, после чего Кид хладнокровно выстрелил в него, убив на месте.
Заместитель шерифа Боб Олинджер похоронен на кладбище в форте Стэнтон, Нью-Мексико. Его имя увековечено на Национальном мемориале сотрудников правоохранительных органов в Вашингтоне, округ Колумбия (панель 13, W-3).

## Образ в искусстве
- «Билли Кид[англ.]» (1930) — Уорнер Ричмонд[англ.] (как Bob Ballinger)[22].
- «Я застрелил Билли Кида[англ.]» (1950) — Джон Мертон[22].
- «Закон против Билли Кида[англ.]» (1954) — Алан Хейл-младший[23].
- «Пистолет в левой руке» (1958) — Денвер Пайл[24].
- «Пэт Гэрретт и Билли Кид» (1973) — Роберт Голден Армстронг[25].
- «Молодые стрелки 2» (1990) — Леон Риппи[англ.][26].
- «Билли Кид» (сериал, 2022 — …) — Шон Оуэн Робертс[27].